# Doppelsamen
Die Pflanzengattung der Doppelsamen (Diplotaxis) gehört zur Familie der Kreuzblütengewächse (Brassicaceae). Die etwa 32 Arten sind in der Alten Welt weitverbreitet.

## Beschreibung

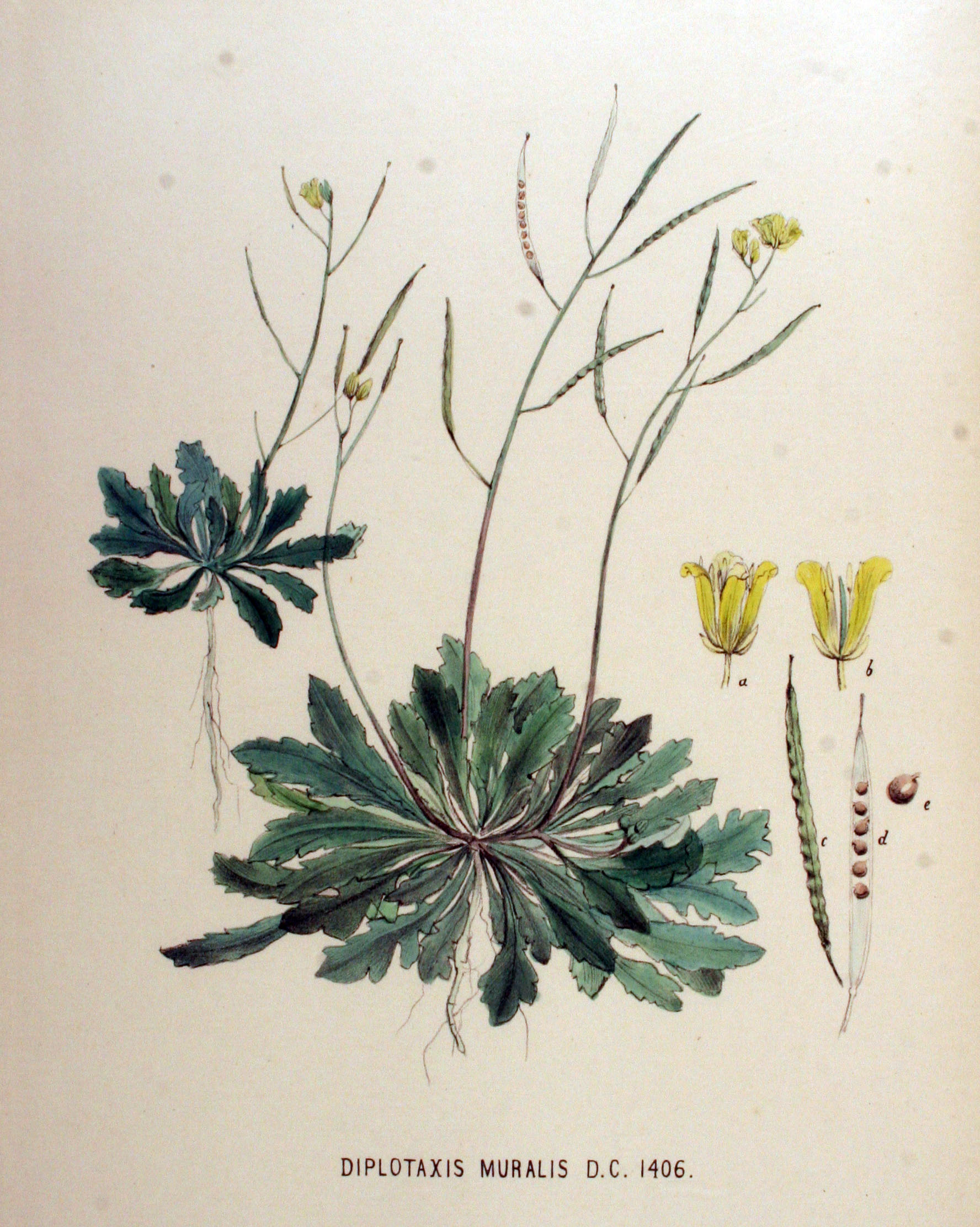
Illustration aus Flora Batava, Volume 18 des Mauer-Doppelsame (Diplotaxis muralis)

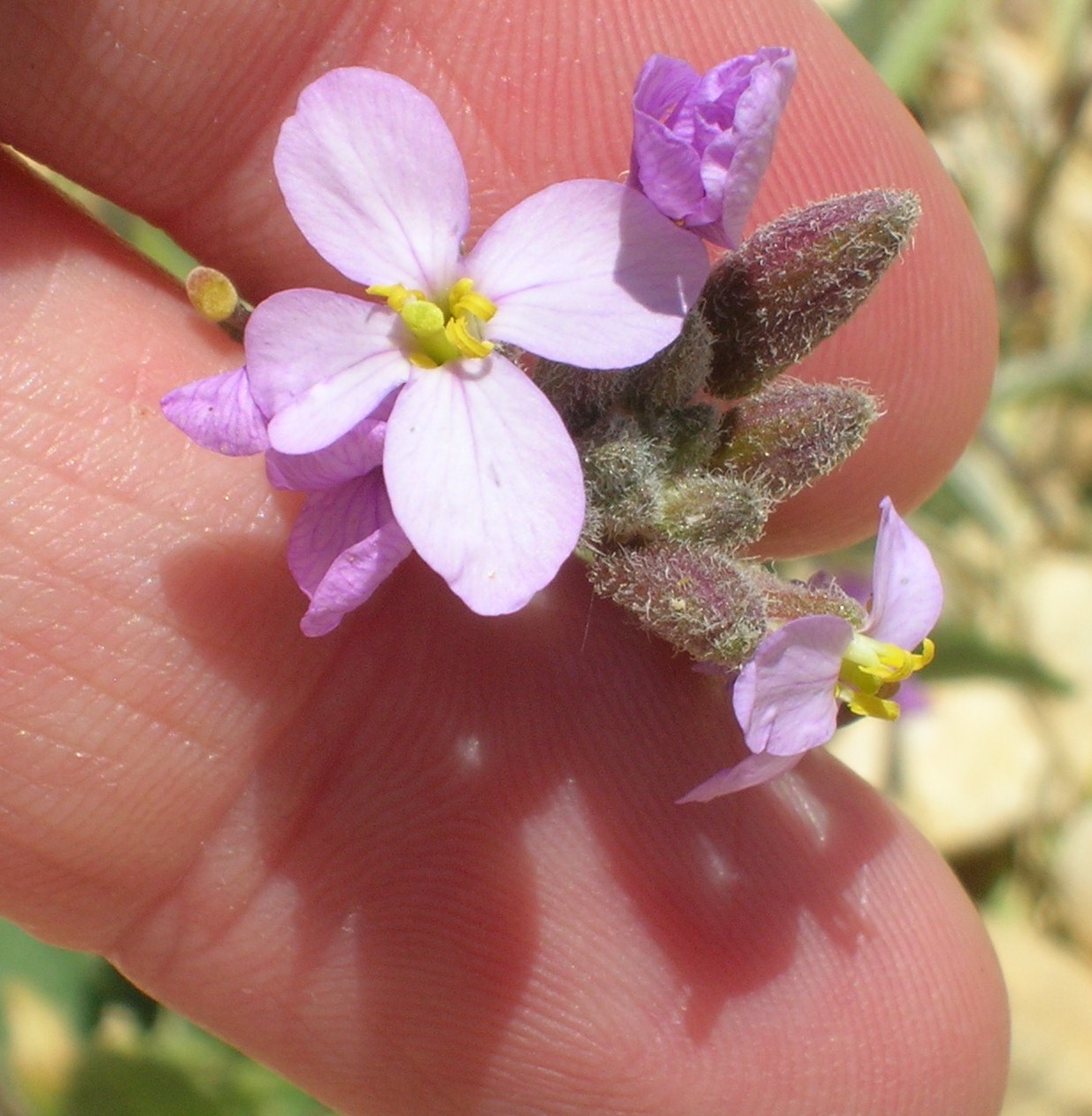
Blüten im Detail von Diplotaxis acris

### Vegetative Merkmale
Diplotaxis-Arten wachsen als ein- bis zweijährige oder ausdauernde krautige Pflanzen. Sie sind kahl oder mit einfachen Haaren. Ihre Laubblätter sind vorwiegend fiederlappig bis fiederteilig, seltener ungeteilt.

### Generative Merkmale
Die Blütenstandsachsen der zuerst schirmtraubigen Blütenstände verlängern sich bis zur Fruchtreife bis zu lockeren, traubigen Fruchtständen.
Die zwittrigen, radiärsymmetrischen Blüten sind vierzählig. Die Kelchblätter stehen aufrecht ab und sind nicht oder nur wenig gesackt. Die vier Kronblätter sind gelb, selten weiß; die Staubfäden einfach. Die Blüten haben vier Nektarien; je ein flaches, nierenförmiges innen an den kürzeren Staubblättern und ein zungenförmiges außen an den längeren Staubblättern.
Die Schote ist eine lineare, etwas zusammengedrückte  mit kurzem Schnabel; die Fruchtklappen haben einen deutlichen Mittelnerv. Die reichlich gebildeten Samen stehen zweireihig. Die Keimblätter (Kotyledonen) sind rinnig und längs gefaltet.
Die Chromosomengrundzahlen betragen meist x = 7, 11 oder 21; seltener kommen x = 8, 9, 10 oder 13 vor.

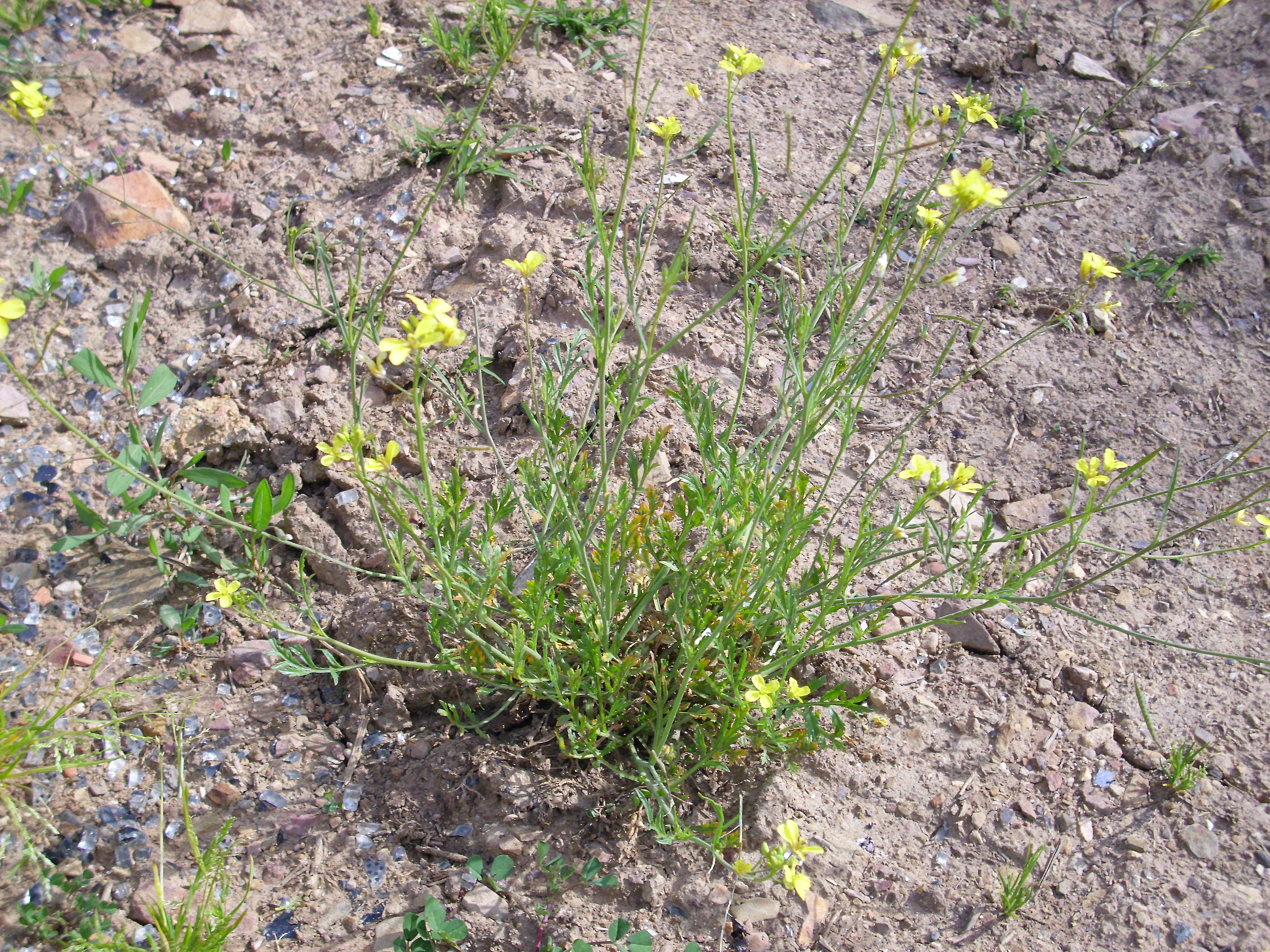
Diplotaxis catholica

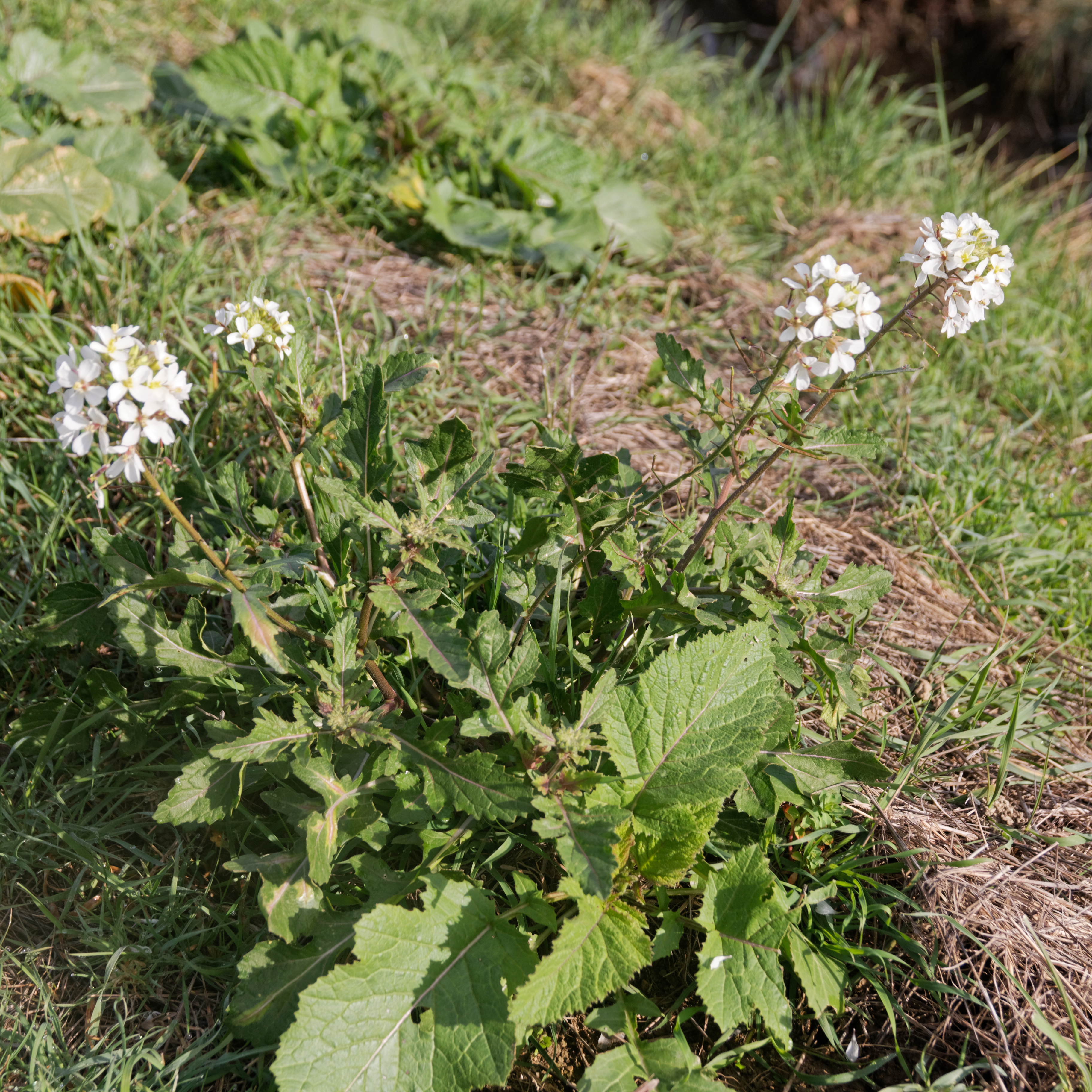
Raukenähnlicher Doppelsame (Diplotaxis erucoides)

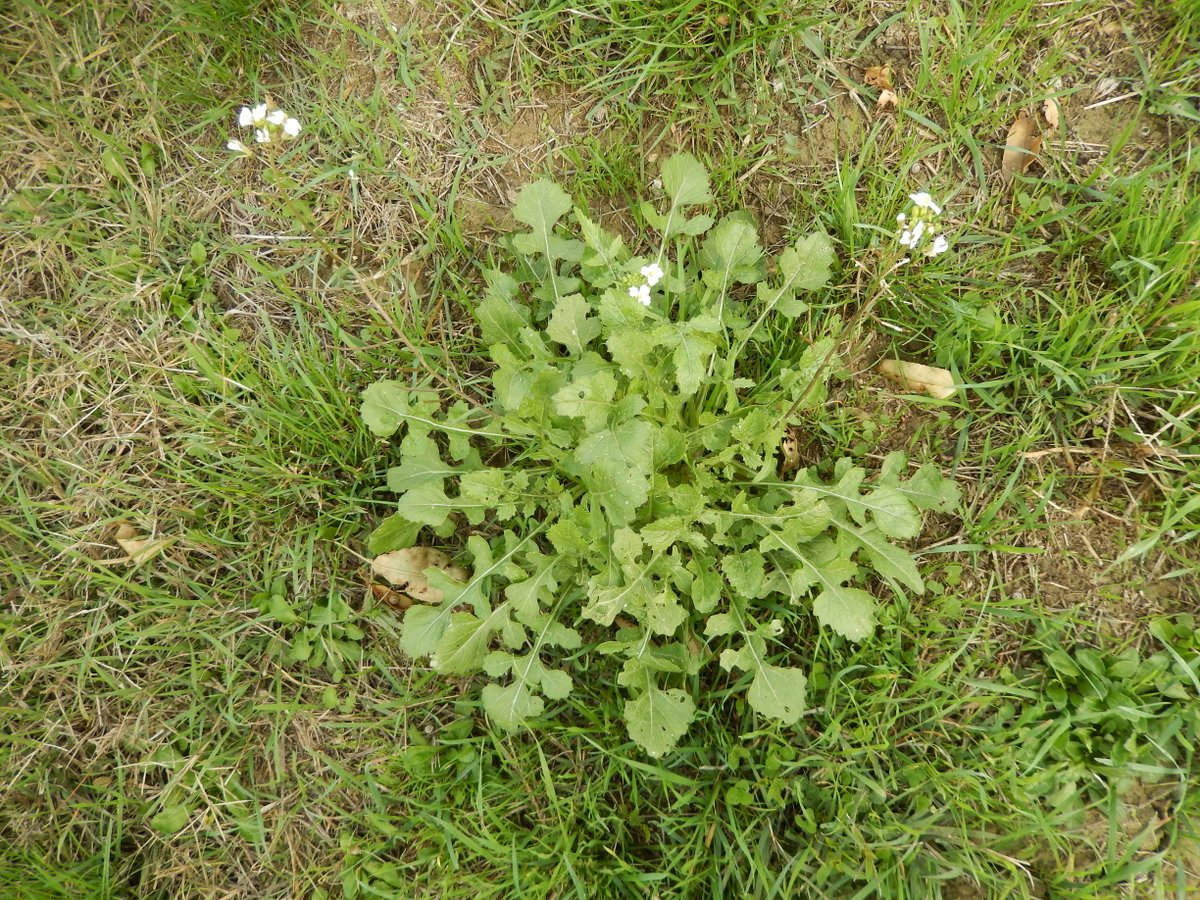
Raukenähnlicher Doppelsame (Diplotaxis erucoides)

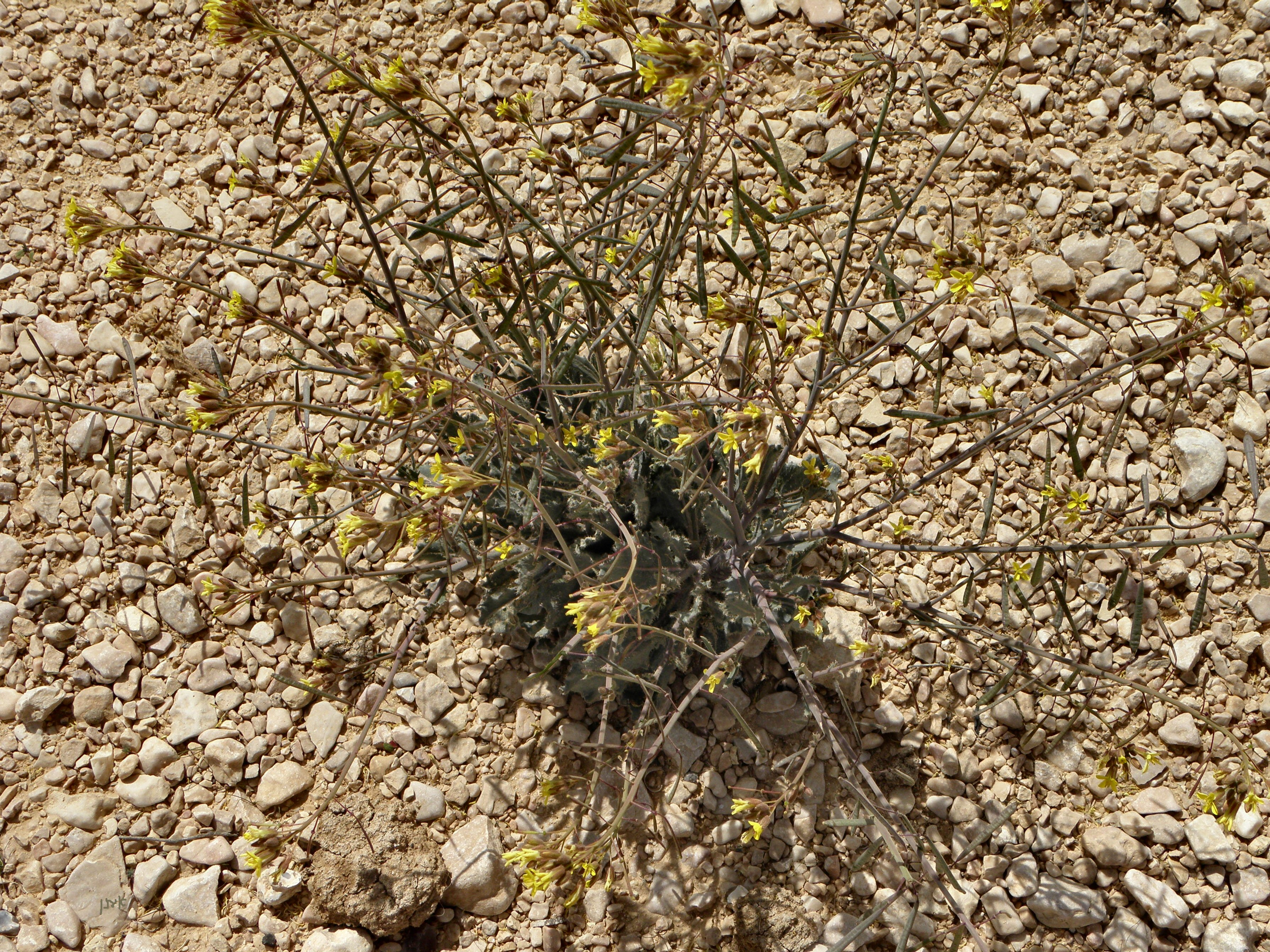
Habitus von Diplotaxis harra

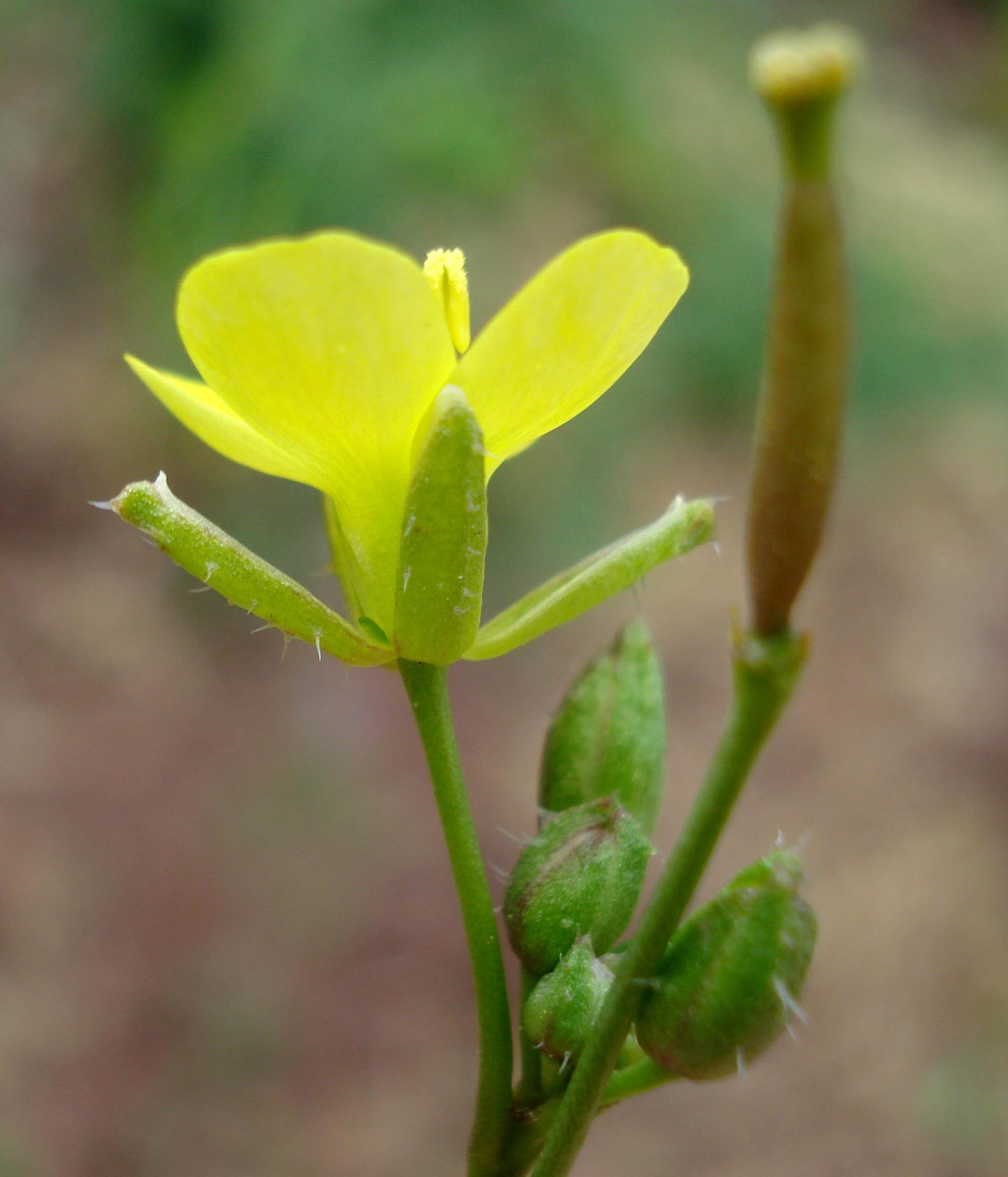
Vierzählige Blüte des Mauer-Doppelsame (Diplotaxis muralis) von der Seite mit grünen, behaarten Kelchblättern und gelben Kronblättern

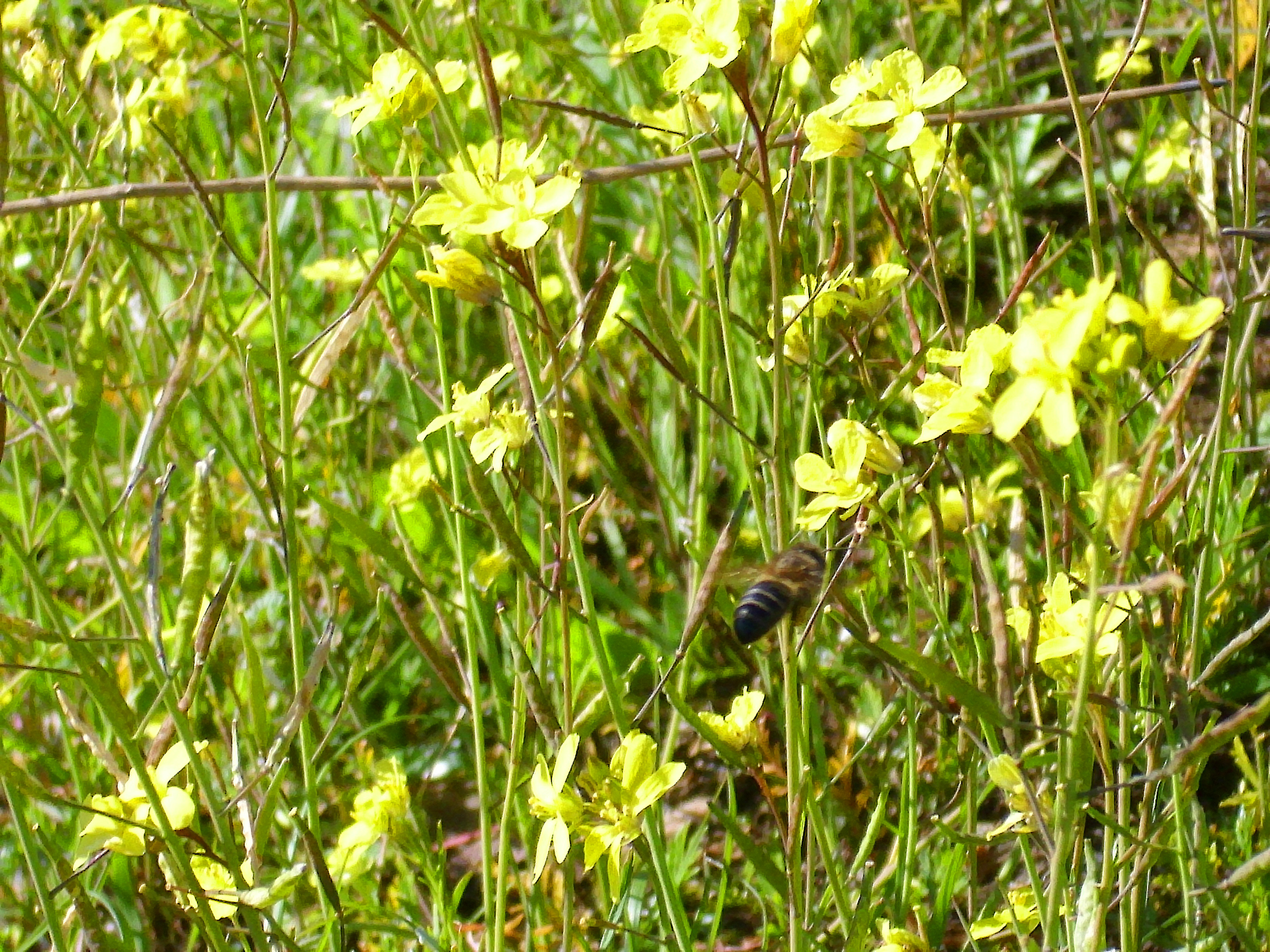
Blütenstände von Diplotaxis virgata

## Systematik und Verbreitung
1821 wurde durch Augustin Pyrame de Candolle die Gattung Diplotaxis in Systema Naturae, 2. Auflage, Band 2, Seite 628 aufgestellt. Der Gattungsname Diplotaxis leitet sich aus dem Griechischen ab: diplo- für 'doppelt' und taxis für 'angeordnet', dies bezieht sich auf die Anzahl der Reihen, in denen die Samen in jeder der Fruchtfächer angeordnet sind. Ein Synonym für Diplotaxis DC. ist Pendulina Willk.
Die Gattung Diplotaxis gehört zur Tribus Brassiceae in der Familie der Brassicaceae.
Das Verbreitungsgebiet erstreckt sich von den makaronesischen Inseln über das nördliche und östliche Afrika, von West- über Mittel- bis Süd- und Südosteuropa, von Westasien und der Arabischen Halbinsel über Pakistan und Afghanistan bis nach Nepal im Himalayagebiet. Die meisten der Diplotaxis-Arten gedeihen im Mittelmeerraum und im nordafrikanischen Wüstengebiet.
In Mitteleuropa gibt es drei Arten: Mauer-Doppelsame (Diplotaxis muralis), Schmalblättriger Doppelsame (Diplotaxis tenuifolia) und Ruten-Doppelsame (Diplotaxis viminea); eine vierte, der Raukenähnliche Doppelsame (Diplotaxis erucoides) kommt eingeschleppt und unbeständig vor.
Es gibt 32 bis 33 Diplotaxis-Arten:
- Diplotaxis acris (Forssk.) Boiss.: Sie kommt in Ägypten auf der Arabischen Halbinsel, im Irak, in Israel und in Jordanien vor.[3]
- Diplotaxis antoniensis Rustan: Sie kommt nur auf den Kapverdischen Inseln vor.[3]
- Diplotaxis assurgens (Delile) Gren.: Sie kommt in Marokko vor und ist in Frankreich ein Neophyt.[3]
- Diplotaxis berthautii Braun-Blanq. & Maire: Sie kommt in Marokko vor.[3]
- Diplotaxis brachycarpa Godr.: Sie kommt vom nördlichen Marokko bis zum nordwestlichen Algerien vor.[9]
- Diplotaxis brevisiliqua (Coss.) Mart.-Laborde: Sie kommt in Algerien und Tunesien vor.[3]
- Diplotaxis catholica (L.) DC.: Sie kommt in Marokko, in Portugal sowie Spanien vor und ist in Korsika sowie auf Madeira ein Neophyt.[3]
- Diplotaxis cossoniana (Reut. ex Boiss.) O.E.Schulz (Syn.: Diplotaxis erucoides subsp. longisiliqua (Coss.) Gomez-Campo, Diplotaxis erucoides subsp. cossoniana (Reut. ex Boiss.) Mart.-Laborde): Sie kommt in Marokko und in Algerien vor.[3]
- Diplotaxis decumbens (A.Chev.) Rustan & L.Borgen (Syn.: Sinapidendron decumbens A.Chev.): Sie kommt auf den Kapverdischen Inseln vor.
- Raukenähnlicher Doppelsame (Diplotaxis erucoides (L.) DC.): Er kommt in Portugal, Spanien, Frankreich, Italien, in Nordafrika, Westasien und auf der Arabischen Halbinsel vor. Er ist in Kroatien, Slowenien und in Südamerika ein Neophyt.[3]
- Diplotaxis gorgadensis Rustan: Sie kommt nur auf den Kapverdischen Inseln vor.[3]
- Diplotaxis gracilis (Webb) O.E.Schulz: Sie kommt nur auf den Kapverdischen Inseln vor.[3]
- Diplotaxis griffithii (Hook. f. & Thoms.) Boiss.: Sie kommt in Pakistan sowie Afghanistan vor.[10]
- Diplotaxis harra (Forssk.) Boiss.: Sie kommt auf Sizilien, in Spanien, Nordafrika, auf der Arabischen Halbinsel, in Westasien und in Pakistan vor.[3]
- Diplotaxis ibicensis (Pau) Gómez-Campo (Syn.: Diplotaxis catholica subsp. ibicensis (Pau) Font Quer):[6] Sie kommt nur auf den Balearischen Inseln Cabrera, Formentera, Ibiza sowie Mallorca und an zwei Fundorten an der Küste der Alicante vor.[11]
- Diplotaxis ilorcitana (Sennen) Aedo, Mart.-Laborde & Muñoz Garm.: Sie kommt in Spanien vor.[3]
- Diplotaxis kohlaanensis A.G.Mill. & J.Nyberg: Dieser Endemit kommt nur im Nordjemen vor.[3]
- Mauer-Doppelsame (Diplotaxis muralis (L.) DC., Syn.: Diplotaxis scaposa DC.[2])
- Diplotaxis nepalensis H.Hara: Sie kommt nur in Nepal vor.[9][12]
- Diplotaxis ollivieri Maire: Sie kommt in Marokko vor.[3]
- Diplotaxis pitardiana Maire: Sie kommt in Marokko vor.[3]
- Diplotaxis siettiana Maire:[6] Es handelt sich um einen Endemiten der spanischen Insel Alborán, die zu Almeria gehört und zwischen Spanien und Afrika liegt. 1974 wurde diese Art zuletzt beobachtet und galt seitdem als in der Wildnis ausgestorben. Doch hatte man 1974 noch Samen gesammelt und so konnte man 1999 einen Wiederansiedlungsversuch beginnen. Ob dies auf Dauer erfolgreich ist, werden weitere Beobachtungen zeigen müssen. Noch gilt diese Art als sehr gefährdet.[11]
- Diplotaxis siifolia Kunze: Sie kommt in Marokko, Algerien, Portugal und in Spanien vor.[3]
- Diplotaxis simplex (Viv.) Spreng.: Sie kommt in Algerien, Tunesien, Libyen und Ägypten vor.[3]
- Diplotaxis sundingii Rustan: Sie kommt nur auf den Kapverdischen Inseln vor.[3]
- Schmalblättriger Doppelsame (Diplotaxis tenuifolia (L.) DC.)
- Diplotaxis tenuisiliqua Delile: Sie kommt in Marokko und in Algerien vor.[3]
- Diplotaxis varia Rustan[6]: Sie kommt auf den Kapverdischen Inseln vor.[3]
- Diplotaxis villosa Boulos & Jallad[6]: Sie kommt in Jordanien und in Israel vor.[3]
- Ruten-Doppelsame (Diplotaxis viminea (L.) DC.):[6] Er kommt hauptsächlich im Mittelmeerraum in vielen Ländern Südeuropas, Nordafrikas, Westasiens sowie auf der Krim vor.
- Diplotaxis virgata (Cav.) DC.:[6] Sie kommt in Marokko, Algerien, Tunesien, Libyen, in Portugal und in Spanien vor.[3]
- Diplotaxis vogelii (Webb) Cout. (Syn.: Sinapidendron vogelii Webb)[6]: Sie kommt auf den Kapverdischen Inseln vor.